# Forcipomyia ogatai
Forcipomyia ogatai är en tvåvingeart som beskrevs av Tokunaga 1961. Forcipomyia ogatai ingår i släktet Forcipomyia och familjen svidknott.
Artens utbredningsområde är Nya Kaledonien. Inga underarter finns listade i Catalogue of Life.